# Platyarachne histrix
Platyarachne histrix är en spindelart som beskrevs av Simon 1895. Platyarachne histrix ingår i släktet Platyarachne och familjen krabbspindlar. Inga underarter finns listade i Catalogue of Life.